# 플라세 벨
플라세 벨(프랑스어: Place Bell)은 캐나다 퀘벡주 라발에 위치한 실내 경기장이다. 현재 AHL 라발 로키의 홈경기장으로 사용하고 있으면 G 리그 롱아일랜드 네츠의 제2홈경기장으로 사용하고 있다.